# Юлленбёгел, Карл
Карл Вальтер Борис Юлленбёгел (нем. Karl Walter Boris Gyllenbögel; 30 марта 1884, Каухайоки, Вазаская губерния — 22 июня 1948, Хельсинки) — финский дипломат, полковник; Временный поверенный в делах Финляндии в СССР (1921—1922); ранее — первый Чрезвычайный и Полномочный Посол Финляндии в Польше (1919—1921).

## Биография
Родился 30 марта 1884 года в Каухайоки, в Великом княжестве Финляндском.
14 ноября 1919 года назначен временным поверенным в делах Финляндии в Польше, а 30 апреля 1920 года вручил Юзефу Пилсудскому свои верительные грамоты, как первый чрезвычайный и полномочный посол Финляндии в Польше.
Будучи в Польше, быстро освоил польский язык так, что вручая верительную грамоту, произносил приветственную речь по-польски, что было высоко оценено Юзефом Пилсудским. В своих мемуарах написал, что учил польский язык в первые месяцы своего пребывания в Польше с шести до десяти часов утра ежедневно. В 1921 году награждён государственной наградой Польши.
С июля 1921 по 1922 год был назначен временным поверенным в делах Финляндии в СССР.
С 1924 по 1938 год был ректором Эспоонлахтского лицея, в связи с чем учебное заведение до настоящего времени носит неофициальное название «Юлла» (Jylla).
Скончался 22 июня 1948 года в Хельсинки.

## Семья
- Первая жена — Дебора (в девичестве Гродскински; 6.3.1889 — ?)
- Вторая жена — Анна (в девичестве Дементьева; 21.09.1886, Хельсинки — 30.12.1938)
  - Сын — Кирилл (9.2.1908 — 21.06.1967)
  - Дочь — Маргарета (в замужестве Херлер; 19.12.1917 — 16.11.2004, Вааса)
- Третья жена — Беда Росалия (в девичестве Густафссон, по первому браку Ахола; 22.12.1891, Мариехамн — 19.06.1975, Хельсинки)